# 中野澪
中野 澪（なかの れい、1999年5月15日 - ）は、日本のタレントである。神奈川県出身。ジュネス所属。

## 出演

### テレビドラマ
- ハガネの女（2010年、テレビ朝日） - 森純 役
- 三匹のおっさん〜正義の味方、見参!!〜 第4話（2014年2月7日、テレビ東京） - 工藤昴 役

### 映画
- 宇宙兄弟（2012年5月公開） - 南波六太（幼少） 役
- 莫逆家族-バクギャクファミーリア-（2012年9月公開） - 五十嵐けん（幼少） 役
- だいじょうぶ3組（2013年3月公開） - 沢村陽介 役
- 蜩ノ記（2014年10月公開） - 源吉 役
- 信長協奏曲（2016年1月23日公開） - 織田信長（幼少） 役